# 懷特艾蘭肖爾斯 (麻薩諸塞州)
懷特艾蘭肖爾斯（英語：White Island Shores）是位於美國麻薩諸塞州普利茅斯縣的一個普查規定居民點。

## 人口
根據2020年美國人口普查的數據，懷特艾蘭肖爾斯的面積為3.37平方千米，當中陸地面積為3.00平方千米，而水域面積為0.37平方千米。當地共有人口2180人，而人口密度為每平方千米646.88人。